# Anolis barahonae
Anolis barahonae este o specie de șopârle din genul Anolis, familia Polychrotidae, descrisă de Williams în anul 1962.

## Subspecii
Această specie cuprinde următoarele subspecii:
- A. b. barahonae
- A. b. albocellatus
- A. b. ininquinatus
- A. b. mulitus